# Camille Keatonová
Camille Keatonová (* 20. července 1947, Pine Bluff, Arkansas) je americká herečka, která ztvárnila postavu Jennifer Hillsové v thrilleru Plivu na tvůj hrob.

## Biografie

### Mládí
Narodila se v arkansaském Pine Bluff roku 1947. Je praneteří komika Bustera Keatona. Do roku 1960, kdy se rodina přestěhovala do Atlanty ve státě Georgie, navštěvovala střední školu Eudora Middle School v Eudoře. V roce 1969 byla účastníkem autonehody, ze které ji zůstaly jizvy na levé tváři.

### Kariéra
Nejdříve pracovala jako stevardka u americké státní železniční společnosti Amtrak. Filmovým debutem se stala role Solange ve snímku Massima Dallamana z roku 1972 Solange: Teror v dívčí škole. Ačkoli měla na plátně malý prostor, provedení její jemné a křehké postavy vzbudilo pozornost. V listopadu 1972 měla fotografii na prostřední dvoustraně italského pánského časopisu Playmen a v září 1974 se pak objevila na jeho obálce. Na Mezinárodním katalánském filmovém festivalu v roce 1978 získala cenu Medalla Sitges en Plata de Ley pro nejlepší herečku za postavu Jennifer Hillsové ve filmu z kategorie rape and revenge Plivu na tvůj hrob.

## Soukromý život
Prvním manželem se v roce 1979 stal autor a režisér snímku Plivu na tvůj hrob Meir Zarchi, se kterým se rozvedla v roce 1982. Podruhé se vdala 20. března 1993 za filmového producenta Sidneyho Lufta, jenž zemřel 15. září 2005.

## Filmografie
| Film | Film                                                                 | Film                              | Film                                                                                            |
| Rok  | Film                                                                 | Role                              | Poznámka                                                                                        |
| ---- | -------------------------------------------------------------------- | --------------------------------- | ----------------------------------------------------------------------------------------------- |
| 1972 | Decameron No. 2 - Le altre novelle di Boccaccio                      | Alibech                           | italsky; také jako Decameron II (UK)                                                            |
| 1972 | Solange: Teror v dívčí škole                                         | Solange Beauregard                |                                                                                                 |
| 1972 | Estratto dagli archivi segreti della polizia di una capitale europea | Jane                              | italsky; také jako Tragic Ceremony (USA)                                                        |
| 1973 | Il gatto di Brooklyn aspirante detective II                          | Guendalina Bacherozza de Porcaris | italsky                                                                                         |
| 1973 | Il sesso della strega                                                | Ann                               | italsky; také jako The Evil Eye (USA)                                                           |
| 1974 | Madeleine, anatomia di un incubo                                     | Madeleine                         | italsky                                                                                         |
| 1978 | Plivu na tvůj hrob                                                   | Jennifer Hills                    | anglicky; také jako Day of the Woman                                                            |
| 1982 | Raw Force                                                            | dívka na toaletě                  | anglicky; také jako Kung Fu Cannibals (USA)                                                     |
| 1982 | The Concrete Jungle                                                  | Rita Newman                       | anglicky                                                                                        |
| 1989 | No Justice                                                           | kazatelova žena                   | anglicky                                                                                        |
| 1993 | Savage Vengeance                                                     | Jennifer                          | anglicky; (pod přezdívkou Vickie Kehl) také jako I Spit on Your Grave 2: Savage Vengeance (USA) |
| 1999 | Holy Hollywood                                                       | Betty                             | anglicky                                                                                        |
| 2010 | Chop                                                                 | paní Reedová                      | anglicky                                                                                        |
| 2010 | Sella Turcica                                                        | Karmen Roback                     | anglicky                                                                                        |
| 2010 | The Butterfly Room                                                   | Olga                              | anglicky                                                                                        |